# Ryan Cochran-Siegle
Pour les articles homonymes, voir Cochran.
Ryan Andrew Cochran-Siegle est un skieur alpin américain, né le 27 mars 1992 à Burlington. Il obtient son premier podium en Coupe du monde, puis sa première victoire (le super-G de Bormio) lors de la saison 2020-2021. En super G, il devient aussi vice-champion olympique en 2022.

## Biographie

### Vie personnelle
Il fait partie d'une famille de skieurs, sa mère Barbara Ann Cochran étant championne olympique en 1972 et sœur des olympiennes Marilyn et Lindy. Ses cousins Jessica, Robby et Tim Kelley, ainsi que Jimmy Cochran ont fait partie de l'équipe nationale aussi. Aidé financièrement par sa famille, il a aussi pratiqué le baseball au lycée. Hors du ski alpin, il travaille dans l'entreprise familiale de production de sirop d'érable.

### Carrière

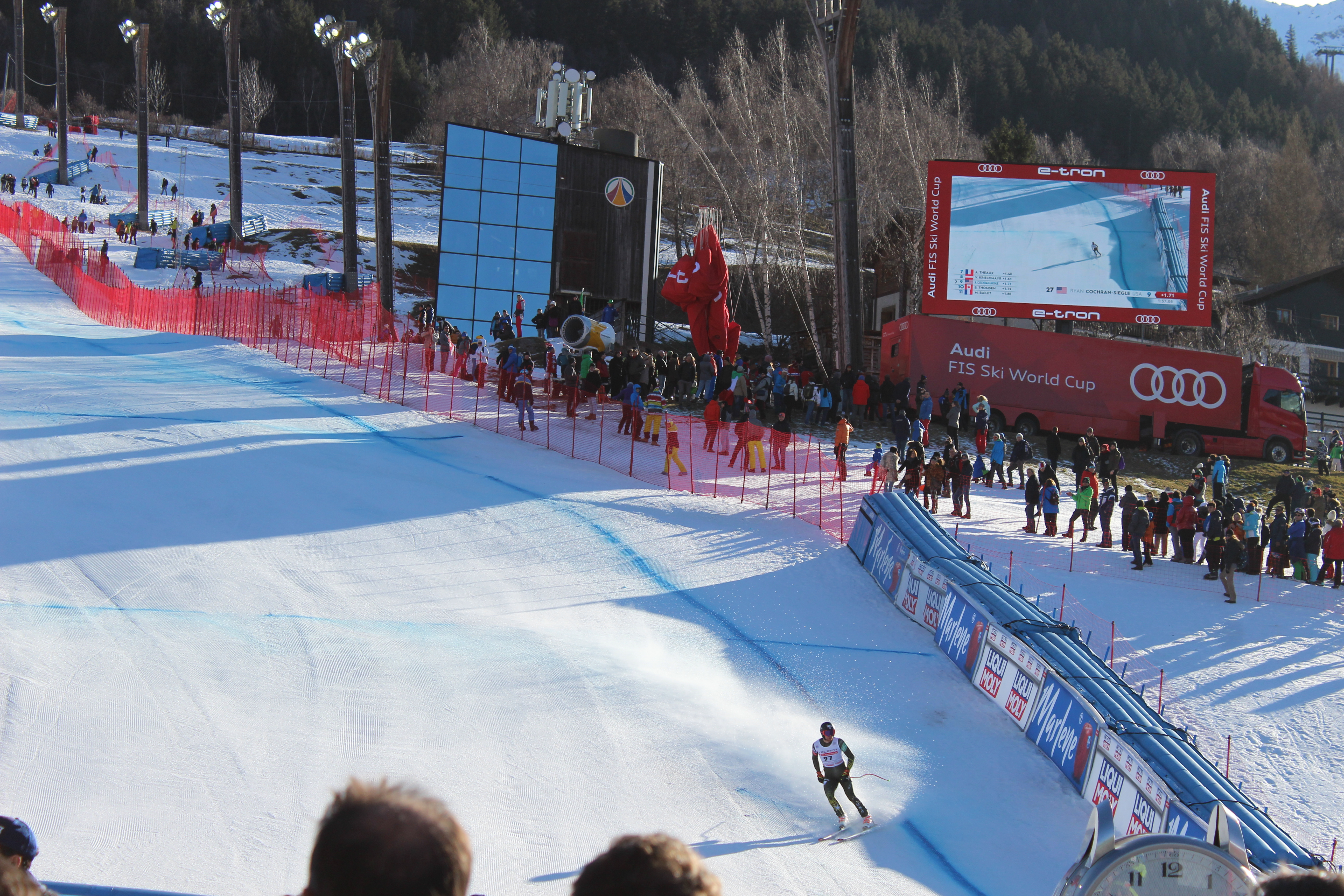
Ryan Cochran-Siegle in Bormio 2019

Il commence sa carrière officielle dans les courses FIS en 2007. Gagnant de sa première course en 2009, il apparaît dans la Coupe nord-américaine début 2010, compétition dont il remporte le classement général en 2014. Quelques mois plus tard, il remporte sa première course dans cette compétition, un super G.
Devenu champion national junior du super G en 2010, il prend part à son premier rendez-vous  majeur aux Championnats du monde junior en 2011, à Crans Montana, avec comme meilleur résultat une onzième place. Aux Championnats du monde junior 2012, il remporte les titres de la descente et du combiné.
Cochran-Siegle fait ses débuts en Coupe du monde en novembre 2011 à Lake Louise. Il marque ses premiers points une semaine plus tard au super G de Beaver Creek (29e et obtient son premier résultat dans le top dix en Coupe du monde en décembre 2016 avec une 10e place au combiné de Santa Catarina. Il doit attendre deux ans pour retrouver le top dix, avec sa dixième place au slalom géant de Kranjska Gora.  Cochran-Siegle a été géné par sa blessure au genou gauche contractée lors du combiné des Championnats du monde 2013 (double rupture des ligaments croisés) et a été être privé de compétitions en 2014-2015 pour mieux récupérer après une opération au ménisque.
Il a été sélectionné pour les Championnats du monde 2013, à Schladming, où il se classe 15e du super G. Aux Championnats du monde 2017, il obtient comme meilleur résultat une 19e place en combiné.
Aux Jeux olympiques d'hiver de 2018, à Pyeongchang, il est onzième du slalom géant, quatorzième du super G et vingt-troisième de la descente. Lors des Championnats du monde 2019, à Åre, il signe ses meilleurs résultats en mondial, finissant notamment onzième du super G et douzième de la descente.
Il effectue un bond au classement général en 2019-2020, passant au vingtième rang contre une 53e place l'hiver suivant, grâce notamment à sa sixième place en descente à Beaver Creek et une cinquième place en combiné alpin à Bormio.
Lors de la saison 2020-2021, l'Américain concrétise ses bonnes performances au plus haut niveau avec un premier podium en descente à Val Gardena, où il est deuxième derrière Aleksander Aamodt Kilde, mettant fin à trois années sans podium pour un Américain en descente. Dix jours plus tard, il décroche un succès sur le super G de Bormio, aussi en Italie, où il devance son dauphin Vincent Kriechmayr de 8 dixièmes de seconde, pour devenir le premier américain vainqueur d'un super G en Coupe du monde depuis Bode Miller en 2006. Cependant sa saison s'arrête net lorsqu'il chute lors de la descente de Kitzbühel se fait une fracture au coup, qui nécessite une opération.
Rétabli à temps pour la saison olympique 2021-2022, il est régulièrement présent dans le top dix, dont avec une quatrième place à Bormio. Lors des Jeux olympiques de Pékin, il crée la surprise pour remporter la médaille d'argent du super G, à seulement quatre centièmes du tenant du titre Matthias Mayer.

### Jeux olympiques
| Édition / Épreuve   | Descente | Super G                            | Slalom géant | Combiné |
| ------------------- | -------- | ---------------------------------- | ------------ | ------- |
| JO 2018 Pyeongchang | 23e      | 14e                                | 11e          | Abandon |
| JO 2022 Pékin       | 14e      | Médaille d'argent, Jeux olympiques | Abandon      | -       |

### Championnats du monde
| Édition / Épreuve | Descente | Super G | Slalom géant | Combiné |
| ----------------- | -------- | ------- | ------------ | ------- |
| 2013 Schladming   |          | 15e     |              | Abandon |
| 2017 Saint-Moritz |          | 28e     | 25e          | 19e     |
| 2019 Åre          | 12e      | 11e     | 21e          | 18e     |

### Coupe du monde
- Meilleur classement général : 15e en 2022.
- 3 podiums dont 1 victoire.

#### Détail de la victoire
| Saison / Épreuve | Descente | Super-G | Total |
| 2020-2021        |          | Bormio  | 1     |
| Total            |          | 1       | 1     |

#### Classements par saison
| Saison/Classement | Général | Général | Descente | Descente | Super G | Super G | Slalom géant | Slalom géant | Slalom | Slalom | Combiné | Combiné | City Event | City Event | Parallèle | Parallèle |
| Saison/Classement | Class.  | Points  | Class.   | Points   | Class.  | Points  | Class.       | Points       | Class. | Points | Class.  | Points  | Class.     | Points     | Class.    | Points    |
| ----------------- | ------- | ------- | -------- | -------- | ------- | ------- | ------------ | ------------ | ------ | ------ | ------- | ------- | ---------- | ---------- | --------- | --------- |
| 2011-2012         | 131e    | 7       | -        | -        | 53e     | 7       | -            | -            | -      | -      | -       | -       | -          | -          | -         | -         |
| 2012-2013         | 106e    | 23      | 52e      | 6        | 41e     | 11      | -            | -            | -      | -      | 27e     | 6       | -          | -          | -         | -         |
| 2016-2017         | 83e     | 73      | -        | -        | 37e     | 16      | 38e          | -            | -      | -      | 20e     | 26      | -          | -          | -         | -         |
| 2017-2018         | 75e     | 67      | -        | -        | -       | -       | 33e          | 36           | -      | -      | 16e     | 31      | -          | -          | -         | -         |
| 2018-2019         | 53e     | 145     | 43e      | 18       | 23e     | 47      | 26e          | 66           | -      | -      | 31e     | 14      | -          | -          | -         | -         |
| 2019-2020         | 20e     | 375     | 14e      | 143      | 20e     | 58      | 20e          | 82           | -      | -      | 10e     | 70      | -          | -          | 24e       | 22        |
| 2020-2021         | 22e     | 307     | 14e      | 136      | 10e     | 132     | 33e          | 39           | -      | -      | -       | -       | -          | -          | -         | -         |
| 2021-2022         | 15e     | 385     | 10e      | 230      | 10e     | 151     | 56e          | 4            | -      | -      | -       | -       | -          | -          | -         | -         |

### Coupe nord-américaine
- Gagnant du classement général en 2014.
- 12 victoires.

### Championnats du monde junior
- Roccaraso 2012 :
  -  Médaille d'or en descente.
  -  Médaille d'or en combiné.

### Championnats des États-Unis
- Champion de super G en 2017 et 2018.
- Champion de combiné en 2018.
- Champion de slalom géant en 2018 et 2019.